# Университет Стратклайда
Университет Стратклайда (Стратклайдский университет, англ. University of Strathclyde) — шотландский исследовательский университет в Глазго, Шотландия.
Третий по величине университет в Шотландии.
Включает три факультета (инженерный, гуманитарных и социальных наук, естественных наук) и бизнес-школу.
Здесь обучаются студенты из более чем ста стран.
Сильнейшими специальностями университета считаются инженерные науки (в частности электротехника и механика), бизнес-менеджмент, политические науки, финансы, юриспруденция и архитектура.
Университет входит в топ-10 лучших ВУЗов в Великобритании по многим предметам в соответствии с The Complete University Guide, опережая по отдельным показателям своей основной специализации  Оксфордский и Кембриджский университеты. Только в рейтинге 2019 года университет занял в Соединенном Королевстве первое место по социальной политике; первое место по финансам и бухгалтерскому учету; первое место по коммуникациям и медиа-исследованиям; первое место по фармакологии и фармации; первое место по медицинским технологиям; первое место по туризму и гостиничному бизнесу; второе место по маркетингу; второе место по криминалистике; пятое место по архитектуре. Университет также занял в 2019 году второе место в национальном рейтинге по социальной политике и администрированию согласно оценке газеты The Guardian 
.
Университетская бизнес-школа признана лучшей в Шотландии и входит в британский топ-10, а также в 1 % мировых бизнес-школ (единственная в Шотландии), имеющих тройную аккредитацию: AACSBInternational, EQUIS и AMBA. Стратклайд включен в топ-20 европейских бизнес-школ рейтинга Financial Times Global MBA . В связи с этим, университет также входит в категорию 51-100 лучших глобальных  университетов рейтинга QS по направлению бизнес-менеджмент. Университетские программы  магистратуры занимают 36 место в мире по маркетингу, 51  место в мире по бизнес-анализу и 55 место в мире по менеджменту по рейтингу QS в 2020 году  .
Университетская школа   государственного управления и публичной политики имеет давнюю традицию взаимодействия с национальными и глобальными медиа-организациями, правительствами, парламентами и международными организациями, такими как ЕС и ОЭСР. Политические науки в Стратклайде занимают 1-е место в Шотландии по интенсивности исследовательской деятельности.
По направлению политология университет Стратклайда занимает второе место в Шотландии, что подтверждают национальные рейтинги Великобритании. Согласно URAP Centre Ranking, проводящему рейтинги с 2010 года по каждому предмету, по политологии университет Стратклайд постоянно входит в топ-120 мировых университетов . В 2013 году рейтинговое агентство QS отнесло университет в категорию 101-150 лучших глобальных университетов по специальности политика и международные отношения . Шанхайский рейтинг (ARWU) относит Стратклайд в категорию 101-150 лучших мировых университетов по политическим наукам . С тех пор как ARWU стали публиковать отдельный рейтинг по государственному  управлению (Public Administration), университет неизменно занимал 76 место среди лучших мировых университетов в 2017, 2018, 2019 и 2020 годах .
Согласнo The Complete University Guide, Школа права Стратклайда входит в топ-10 Великобритании (2020). Согласно Times Higher Education, Стратклайд занял 76 место в мире по юриспруденции среди университетов в 2018 году.
Университет имеет два кампуса — первый, главный, находится в центре Глазго, второй расположен в западной части города.
Основан в 1796 году по завещанию естествоиспытателя и педагога профессора Университета Глазго Джона Андерсона, расходившегося со своими коллегами в видении организации работы университета, попросившего возвести новое «достойное место образования» ('a place of useful learning') в городе — и, несмотря на недостаток средств, было учреждено высшее учебное заведение его имени - Андерсоновский институт.
В 1828-1887 назывался Андерсоновский  Университет, позже носил наименование Королевский колледж науки и технологии. В 1964 году стал первым в Великобритании технологическим университетом.
Университет является одним из 39 т.н. "старых университетов" Великобритании, формирующих второй особый кластер элитных университетов после Оксбриджа.
Из-за высоких требований, Стратклайд стал одним из 5 университетов Великобритании, в которые было тяжелее всего поступить абитуриентам в 2020 году 
.
Университет 2012 и 2019 годов по версии Times Higher Education, ставший единственным британским университетом получившим это почетное звание дважды.

## Известные выпускники
- Уильям Рамзай — шотландский химик и физик, лауреат Нобелевской премии по химии 1904 года, почетный член Императорской Санкт-Петербургской Академии Наук;
- Барон Рейт (Джон Рейт) — первый генеральный директор Британской вещательной корпорации BBC в 1927—1938, британский министр информации в правительстве Чемберлена, министр общественных работ и зданий в правительстве Черчилля;
- Давид Ливингстон — выдающийся исследователь Африки, географ и миссионер викторианской эпохи;
- Эндрю Юр — шотландский экономист и химик, автор термина-словосочетания «философия производства»;
- Дэвид Манделл — британский политик, министр по делам Шотландии в правительствах Дэвида Кэмерона и Терезы Мэй;
- Джим Мерфи — британский политик, министр по делам Европы и министр по делам Шотландии в правительстве Брауна, министр кабинета министров в кабинете Блэра, лидер Лейбористской Партии в Шотландии в 2014—2015 годах;
- Джон Лоуги Бэрд — шотландский инженер, создатель первой первой механической телевизионной системы, один из пионеров телевидения;
- Баронесса Анабель Голди — британский политик, пожизненный член Палаты лордов, государственный министр по вопросам обороны Великобритании, лидер Шотландской Консервативной партии в 2005—2011 годах;
- Барон Джон Макфол из Алкуита — британский политик, старший вице-спикер британской Палаты лордов;
- Алекс Эквуэме — вице-президент Нигерии в 1979—1983 годах;
- Джон Джанандреа — вице-президент корпорации Google, глава Google Search;
- Томас Грэм — один из основателей коллоидной химии, иностранный член-корреспондент Императорской Санкт-Петербургской Академии Наук;
- Генри Фулдс — шотландский врач и учёный;
- Санджай Джа — CEO GlobalFoundries, бывший CEO Motorola, главный операционный директор Qualcomm;
- Баронесса Хелен Лиддел из Коатдайка — британский политик, член Палаты Лордов, бывший министр транспорта в правительстве Тони Блэра, глава Шотландской Лейбористской партии в 1977—1978 годах;
- Фахри Хамзан — индонезийский политик, вице-спикер нижней палаты парламента Индонезии;
- Омар Абдулла — государственный министр международных отношений Индии в 2001—2002 годах;
- Никос Паппас — греческий экономист и политик, министр цифровой политики, коммуникаций и СМИ в правительстве Ципраса;
- Барон Малкольм Грэй Брюс из Беннаки — британский политик, член Палаты лордов, лидер Либерально-демократической партии Великобритании в 1999—2001 годах;
- Аластер Кэмпбелл, лорд Бракадейл — выдающийся британский юрист;
- Майкл Эванс-Фрек, 12-й барон Карбери — известный ирландский аристократ, пэр Ирландии;
- Джон Рори Маккензи, 5-й граф Кромарти — британский и шотландский аристократ, глава Клана Маккензи, пэр Шотландии;
- Александр Макмиллан, 2-й граф Стоктон — британский политик, член Палаты лордов, внук премьер-министра Гарольда Макмиллана;
- Назир Карамаги — министр энергетики и минеральных ресурсов Танзании;
- Кен Кендодо — министр финансов Малави;
- Джим Маккол — бизнесмен, ныне самый богатый человек в Шотландии;
- Эдуардо Дорян — министр образования Коста-Рики;
- Хандакер Мошарраф Хоссейн — бангладешский политик и инженер, министр по делам труда и занятости населения;
- Джон Бартон — президент авиакомпании EasyJet;
- Джеймс Янг — химик, автор метода отгонки парафина из угольных и нефтяных сланцев.